# Krátošice
Krátošice (německy Kratoschitz) jsou obec v okrese Tábor v Jihočeském kraji. Žije v ní 120 obyvatel.

## Historie
První písemná zmínka o obci pochází z roku 1250.

## Obyvatelstvo
| Rok            | 1869 | 1880 | 1890 | 1900 | 1910 | 1921 | 1930 | 1950 | 1961 | 1970 | 1980 | 1991 | 2001 | 2011 | 2021 |
| -------------- | ---- | ---- | ---- | ---- | ---- | ---- | ---- | ---- | ---- | ---- | ---- | ---- | ---- | ---- | ---- |
| Počet obyvatel | 235  | 248  | 211  | 210  | 210  | 210  | 205  | 150  | 154  | 123  | 115  | 80   | 118  | 96   | 109  |
| Počet domů     | 32   | 33   | 33   | 34   | 33   | 34   | 38   | 37   | 32   | 32   | 29   | 35   | 37   | 39   | 42   |

## Obecní správa
Mezi lety 1869–1971 Krátošice byly obcí v okrese Tábor (1869–1930), posléze v okrese Soběslav (1950) a později opět v okrese Tábor. Od 26. listopadu 1971 do 31. března 1976 patřily jako část obce k Chabrovicím, kdy se konaly obecní volby. Od 1. dubna 1976 do 31. prosince 1991 patřily jako část obce ke Skopytcům a od 1. ledna 1992 jsou opět samostatnou obcí. V letech 1850–1879 k obci patřily Skopytce.

## Pamětihodnosti
Rozhledna Čermákův vrch se tyčí na západním okraji obce.